# Egzon Shabani
Egzon Shabani (* 26. November 1991 in Kumanovo) ist ein nordmazedonischer Fußballspieler.

## Karriere
Shabani begann seine Karriere beim FC Appenzell. Zur Saison 2011/12 wechselte er zum fünftklassigen FC Altstätten. In zwei Saisonen für Altstätten absolvierte er 48 Spiele in der 2. Liga interregional und erzielte dabei elf Tore. Zur Saison 2013/14 wechselte er zum Drittligisten SC Brühl St. Gallen. Sein Debüt in der Promotion League gab er im August 2013, als er am ersten Spieltag jener Saison gegen die U-21-Mannschaft des FC Basel in der Startelf stand. In jenem Spiel, das Basel 3:1 gewann, erzielte Shabani auch sein erstes Tor in der dritthöchsten Schweizer Spielklasse.
In seiner ersten Saison bei Brühl absolvierte er 28 Spiele, in denen er acht Tore erzielte. In der Saison 2014/15 absolvierte er ebenso viele Spiele und erzielte ebenfalls acht Tore. In der Saison 2015/16 kam er erneut zu 28 Einsätzen, erzielte diesmal jedoch elf Treffer.
Zur Saison 2016/17 wechselte er zum Ligakonkurrenten FC Rapperswil-Jona. In jener Saison kam er zu 23 Einsätzen, in denen er drei Tore erzielte. Zu Saisonende stieg er mit Rapperswil als Meister der Promotion League in die Challenge League auf. Sein Debüt in dieser gab er im Juli 2017, als er am ersten Spieltag der Saison 2017/18 gegen den FC Schaffhausen in der Startelf stand. Im September 2017 erzielte er bei einem 5:0-Sieg gegen Schaffhausen sein erstes Tor in der zweithöchsten Schweizer Spielklasse. Nach zwei Jahren in der Challenge League musste er mit Rapperswil in der Saison 2018/19 als Tabellenletzter wieder absteigen.
Daraufhin wechselte er zur Saison 2019/20 zum österreichischen Zweitligisten FC Dornbirn 1913. Nach der Saison 2020/21 verließ er die Dornbirner und wechselte nach Liechtenstein zum in der vierten Schweizer Liga spielenden USV Eschen-Mauren.